# Hidegháborús fegyverkezési verseny

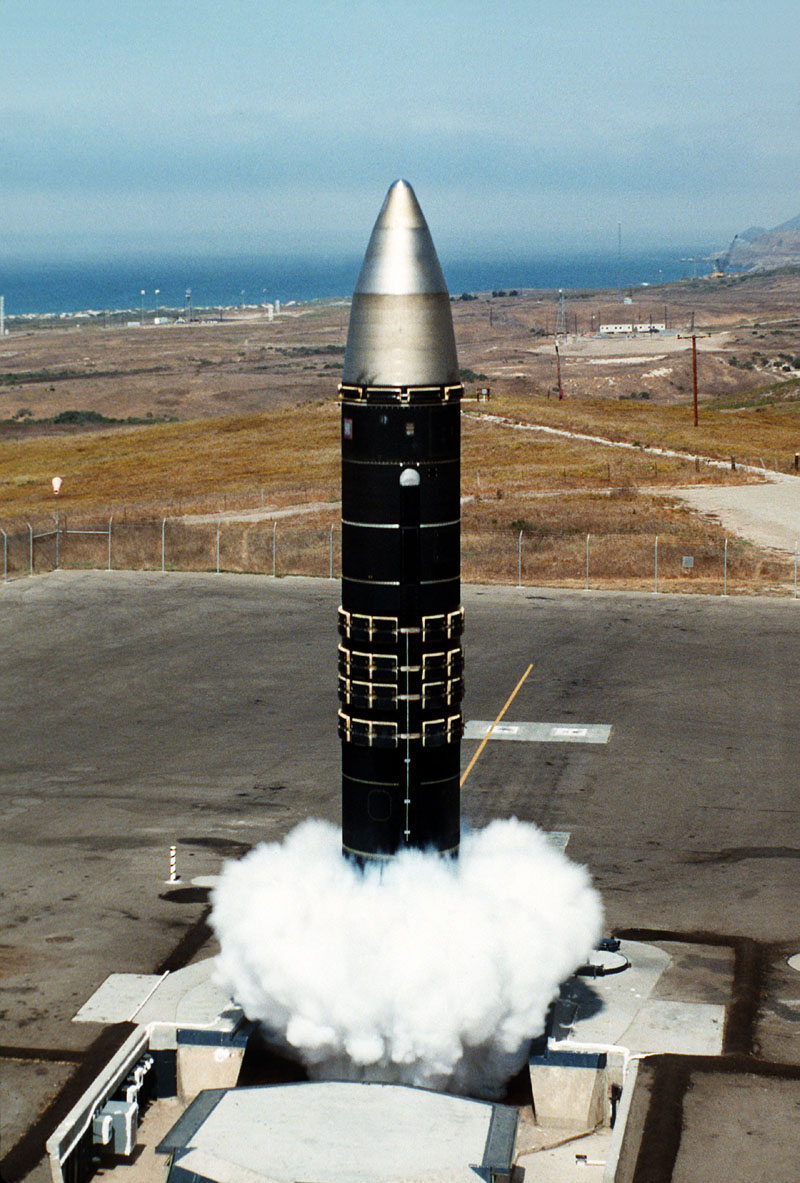
Egy amerikai LGM–118A Peacekeeper („békefenntartó”) interkontinentális ballisztikus rakéta indítása

A hidegháború egyik fontos jellemzője a fegyverkezési verseny a NATO (főleg az Amerikai Egyesült Államok) és a Szovjetunió között. A versengés technológiai és katonai téren is folyt, amely sok tudományos felfedezést eredményezett. Kiváltképpen a rakéták fejlesztésében történt hatalmas előrelépés, amely az űrversenyhez vezetett. Az első űreszközöket indító hordozórakéták legtöbbjét katonai rakétákból építették meg. 
Más területek, ahol jelen volt a fegyverkezési verseny: sugárhajtású repülőgépek, bombázó repülőgépek, felderítő repülőgépek, felderítő műholdak, nukleáris fegyverek, vegyifegyverek, biológiai fegyverek, légvédelmi rakéták, hagyományos tüzérség, levegő-levegő rakéták (az SRBM-et is beleértve), interkontinentális ballisztikus rakéták (ICBM), ballisztikus-rakéta elhárító rendszerek (ABM), páncélozott járművek, automata lőfegyverek, rakétameghajtású gránátok, tengeralattjárók, tengeralattjárókról indított ballisztikus rakéták (SLBM), elektronikus felderítés. A két nagyhatalom gyakran adott el fegyvereket a harmadik világ országainak, hogy kipróbálják, melyik fegyverrendszer erősebb.
Minden terület nagymértékű befektetéseket igényelt. Sok téren a nyugati fegyverek a digitális számítógépeknek köszönhetően fejlettebbek voltak, ezért a keletiek több fegyvert építettek meg, nagyobb mennyiségben.
A főleg ICBM-eken keresztül folytatott nukleáris fegyverkezési verseny egyik jellemzője a kölcsönös megsemmisítés volt (angolul MAD (Mutually Assured Destruction), amely szó szerint „őrült”-et is jelent). Ez azt jelentette, hogy egyik fél sem támadhatta meg a másikat, mert mindkettő megsemmisülne, és a bolygót kipusztítanák.
A Szovjetunió  felbomlása után sok új, fejlett technológia került a napvilágra. Repülőgépek, rakéták, kis fegyverek és tömegpusztító fegyverek is tulajdonost cseréltek. Néhány esetben ezek a fegyverek a volt tagállamokban szóródtak szét, ahol nem tudják megfelelően tárolni és őrizni ezeket.